# Coțofenii din Dos
Coțofenii din Dos is een gemeente in Dolj. Coțofenii din Dos ligt in de regio Oltenië, in het zuidwesten van Roemenië.
Afumaţi · Almăj · Amărăștii de Jos · Amărăștii de Sus · Apele Vii · Argetoaia · Bârca · Bistreț · Botoșești-Paia · Brabova · Brădești · Braloștița · Bratovoești · Breasta · Bucovăț · Bulzești · Călăraşi · Calopăr · Caraula · Cârcea · Cârna · Carpen · Castranova · Catane · Celaru · Cerăt · Cernătești · Cetate · Cioroiași · Ciupercenii Noi · Coșoveni · Coțofenii din Dos · Coțofenii din Față · Daneți · Desa · Dioști · Dobrești · Dobrotești · Drăgotești · Drănic · Fărcaș · Galicea Mare · Galiciuica · Gângiova · Ghercești · Ghidici · Ghindeni · Gighera · Giubega · Giurgița · Gogoșu · Goicea · Goiești · Grecești · Întorsura · Ișalnița · Izvoare · Leu · Lipovu · Măceșu de Jos · Măceșu de Sus · Maglavit · Malu Mare · Mârșani · Melinești · Mischii · Moțăței · Murgași · Negoi · Orodel · Ostroveni · Perișor · Pielești · Piscu Vechi · Plenița · Pleșoi · Podari · Poiana Mare · Predești · Radovan · Rast · Robănești · Rojiște · Sadova · Sălcuța · Scăești · Seaca de Câmp · Seaca de Pădure · Secu · Siliștea Crucii · Şimnicu de Sus · Sopot · Tălpaș · Teasc · Terpezița · Teslui · Ţuglui · Unirea · Urzicuța · Valea Stanciului · Vârtop · Vârvoru de Jos · Vela · Verbița